# Sweet Tooth (televisieserie)
Sweet Tooth is een Amerikaanse fantasy-dramaserie ontwikkeld door Jim Mickle. De serie is gebaseerd op het gelijknamige stripboek van Jeff Lemire en ging op 4 juni 2021 in première op Netflix.

## Uitgangspunt
Tien jaar geleden begon "The Great Crumble", een virus-pandemie doodde veel mensen in de wereld en leidde tot de mysterieuze opkomst van hybride baby's die als deels mens, deels dier werden geboren.
Het is onzeker of hybriden de oorzaak of het gevolg zijn van het virus, maar veel mensen zijn bang voor hen en jagen erop. Gus, een half-hert hybride, woont in de wildernis met zijn vader, die sterft aan het virus als Gus negen jaar oud is. Gus ontdekt een doos die door zijn vader is begraven met wat volgens hem een foto van zijn moeder is erin en het woord Colorado is op de foto geschreven.  Een jaar na de dood van zijn vader sticht Gus een vuur voordat hij besluit te vertrekken om zijn moeder te zoeken. Het vuur waarschuwt nabijgelegen jagers voor zijn locatie die Gus proberen te vermoorden voor de sport. De jagers zijn zichtbaar verrast dat Gus kan praten en worden al snel vermoord door Tommy Jepperd, een eenzame reiziger, die Gus probeert achter te laten. In plaats daarvan volgt Gus Jepperd en staat erop dat hij hem naar zijn moeder in Colorado begeleidt. Jepperd verzet zich, maar beschermt Gus nog steeds omdat  Gus hem niet met rust laat.
Samen gaan ze op een buitengewoon avontuur, door wat er nog over is van Amerika. Ze gaan op zoek naar antwoorden over Gus zijn afkomst, Jepperds verleden en de ware betekenis van thuis. Maar hun verhaal zit vol onverwachte bondgenoten en vijanden, en Gus komt er al snel achter dat de weelderige, gevaarlijke wereld buiten het bos complexer is dan hij ooit had kunnen vermoeden. 

## Rolverdeling

### Hoofdrollen
- Nonso Anozie als Tommy Jepperd, [3] een reiziger en hervormde "Last Man" die Gus redt van stropers en aanvankelijk met tegenzin Gus vergezelt op zijn reis om zijn moeder te vinden. Gus noemt hem "Big Man". Hij was een beroemde profvoetballer vóór de apocalyps.
- Christian Convery als Gus,  een beschutte, naïeve 10-jarige jongen die half mens en half hert is die zijn moeder wil vinden. Tommy verwijst naar Gus als "Sweet Tooth".
- Adeel Akhtar als Dr. Aditya Singh,  een arts die wanhopig op zoek is naar de remedie voor het H5G9-virus, ook bekend als de zieke, om zijn geïnfecteerde vrouw Rani te genezen
- Stefania LaVie Owen als Bear, de leider en oprichter van het dierenleger dat hybriden redt. Het is later gebleken dat haar naam Rebecca "Becky" Walker is.
- Dania Ramirez als Aimee Eden, [4] een voormalige therapeut die een veilige haven creëert voor hybriden, genaamd het Preserve.
- Aliza Vellani als Rani Singh, Dr. Aditya Singh's vrouw die het virus heeft.
- James Brolin als verteller
- Will Forte als Pubba,  Gus' vader  die hem opvoedde in een afgelegen hut in Yellowstone National Park om hem te beschermen tegen de buitenwereld van haat jegens hybriden. Later wordt onthuld dat zijn naam Richard Fox is. Hij was conciërge bij Fort Smiths Labs in Goss Grove, Colorado.

### Terugkerende rollen
- Sarah Peirse als Dr. Gladys Bell, een arts die sterft aan kanker en haar onderzoek naar het vinden van een remedie voor de zieken aan Dr. Singh overlaat.
- Neil Sandilands als General Abbot, de leider van de "Last Men" die op hybriden jaagt. Later wordt onthuld dat zijn voornaam Douglas is.
- Naledi Murray als Wendy, Aimee's geadopteerde hybride dochter die half varken en half mens is. Aimee verwijst vaak naar haar als "Pigtail". Zij is de biologische dochter van de pleegouders van Bear.

### Gastrollen
- Amy Seimetz als Birdie, een vrouw waarvan Gus aanneemt dat het zijn moeder is. Later wordt onthuld dat haar voornaam Gertrude is. Ze was geneticus bij Fort Smiths Labs.

## Afleveringen
| Nr. | Titel                             | Geregisseerd door | Geschreven door                | Oorspronkelijke releasedatum |
| --- | --------------------------------- | ----------------- | ------------------------------ | ---------------------------- |
| 1   | "Out of the Woods"                | Jim Mickle        | Jim Mickle                     | 4 juni, 2021                 |
| 2   | "Sorry About All the dead People" | Jim Mickle        | Jim Mickle & Beth Schwartz     | 4 juni, 2021                 |
| 3   | "Weird Deer S**t"                 | Alexis Ostrander  | Michael R. Perry               | 4 juni, 2021                 |
| 4   | "Secret Sauce"                    | Toa Fraser        | Justin Boyd & Haley Harris     | 4 juni, 2021                 |
| 5   | "What's in the Freezer?"          | Robyn Grace       | Christina Ham                  | 4 juni, 2021                 |
| 6   | "Stranger Danger on a Train"      | Jim Mickle        | Noah Griffith & Daniel Stewart | 4 juni, 2021                 |
| 7   | "When Pubba Met Birdie"           | Toa Fraser        | Beth Schwartz                  | 4 juni, 2021                 |
| 8   | "Big Man"                         | Jim Mickle        | Jim Mickle                     | 4 juni, 2021                 |

## Productie

### Ontwikkeling
Op 16 november 2018 werd bekend dat streamingdienst Hulu een proeforder had gegeven voor een mogelijke televisieserie-aanpassing van de stripreeks. De pilot zou naar verwachting worden geschreven en geregisseerd door Jim Mickle, die ook samen met Robert Downey jr., Susan Downey, Amanda Burrell en Linda Moran als uitvoerend producent zou optreden. De productiebedrijven die bij de pilot betrokken waren, zouden bestaan uit Team Downey en Warner Bros. Televisie .  Op 9 april 2020 werd bekend dat de serie was verplaatst van Hulu naar Netflix .  Op 12 mei 2020 had Netflix de productie een seriebestelling gegeven die bestaat uit acht afleveringen met Evan Moore als producer en Beth Schwartz als schrijver, uitvoerend producent en co-showrun naast Mickle.  De serie werd uitgebracht op 4 juni 2021. 

### Casting
Op 12 mei 2020 werden Christian Convery, Nonso Anozie, Adeel Akhtar en Will Forte gecast in hoofdrollen terwijl James Brolin de serie zou gaan vertellen.  Op 30 juli 2020 voegde Dania Ramirez zich bij de hoofdcast.  Op 19 augustus 2020 werd Neil Sandilands gecast in een niet nader genoemde hoedanigheid.  Op 30 september 2020 voegde Stefania LaVie Owen zich bij de cast in een hoofdrol.  Op 2 november 2020 werd Aliza Vellani gepromoveerd tot een terugkerende rol in de serie voorafgaand aan de première van de serie. 

### Filmen
In juli 2020 gaf Nieuw-Zeeland de serie toestemming om te filmen, ondanks de recente reisbeperkingen als gevolg van de impact van de COVID-19-pandemie.  Op 1 oktober 2020 werd gemeld dat de opnames waren hervat nadat de COVID-19-pandemie de productie maanden eerder had stopgezet, en de opnames zouden naar verwachting doorgaan tot half december 2020. 

## Ontvangst
Voor de serie rapporteerde recensie-aggregator  Rotten Tomatoes een goedkeuringsscore van 98% op basis van 47 critici, met een gemiddelde score van 7,99/10. De kritische consensus van de website luidt: "Emotioneel boeiend, fantastisch geacteerd en ongelooflijk vermakelijk, Sweet Tooth zal fantasiefans van alle leeftijden tevreden stellen."  Metacritic gaf de serie een gewogen gemiddelde score van 78 van de 100 op basis van 18 critici, met vermelding van "in het algemeen gunstige beoordelingen". 
Alan Sepinwall, die de serie voor Rolling Stone recenseerde, gaf een beoordeling van 3,5/5 en zei: "Of Gus en vrienden nu enge of leuke avonturen beleven, die delen van Sweet Tooth zijn vol leven, en zo spannend of gespannen als nodig is. De show kan echter wisselvallig zijn als hij zich van Gus verwijdert." 

### Nominatie
De serie was in 2021 genomineerd voor de Harvey awards voor de beste aanpassing van stripboek/grafische roman.